# Bracon occidindiaensis
Bracon occidindiaensis är en stekelart som beskrevs av Roy D. Shenefelt 1978. Bracon occidindiaensis ingår i släktet Bracon och familjen bracksteklar. Inga underarter finns listade.